# خطوط نورث ويست الجوية الرحلة 253
خطوط نورث ويست الجوية الرحلة 253 (أيضا: محاولة تفجير طائرة يوم الكريسماس) طائرة إيرباص إيه 330-323E كانت تحمل علي متنها 279 راكبا و11 من أفراد الطاقم في رحلة طيران من أمستردام إلي ديترويت.

## الأحداث
في 25 ديسمبر 2009 وقبل ثلث ساعة من الهبوط كان منفذ التفجير الانتحاري عمر فاروق عبد المطلب قد أنشر دخان بودرة في المقصورة ليمكن تفجير الطائرة وكان دخان البودرة يحتاج عدة دقائق للانتشار وبعدها يفجر الطائرة ولكن أحد الركاب الهولنديين جاسبر سكرينجا من أمستردام تعارك مع عمر فاروق عبد المطلب وأخرجه من مقعده 19A وراكب آخري ساعده وأحد المضيفات جاءت ومعها مطفأة حرائق وأطفات الحريق وجلسوه علي مقعد بعيدآ عن الجناح وحرسوه جيدآ حتي الهبوط وهبط الكابتن والمساعد أول ومهندس الرحلة الطائرة بسلام علي المدرج 21L لمطار ديترويت وتم اعتقال عمر فاروق عبد المطلب وجرح عمر فاروق برأسه ومعظم أنحاء جسمه واليد اليسري للراكب الهولندي جاسبر سكرينجا جرحت بشكل طفيف وراكب آخر جرح أيضا وبعد 4 أيام من الحادثة الرئيس باراك أوباما يناقش الحادثة مع رئيس مجلس الأمن القومي دينيس ماكدونو في مزرعة العقارية ويعرفوا ما حدث وكان من تنظيم القاعدة والمخطط وراء التفجير كان أنور العولقي وهذا ما أدي إلي باراك أوباما بقتل رئيس التنظيم أسامة بن لادن في أبوت آباد بدولة باكستان في 2 مايو 2011 ورمي جثته سرآ علي متن سفينة بحرية الولايات المتحدة يو إس إس كارل فينسن وبعد تفجير الكريسماس الفاشل 2009 أعلنت هولندا والولايات المتحدة للراكب الهولندي جاسبر سكرينجا بإنه بطل وطني.

## طاقم قمرة القيادة
- الكابتن ألبرت راي ميلر (بالإنجليزية:Albert Ray Miller) البالغ من العمر 58 عاما (ولد في 28 ديسمبر 1950 بمدينة سنترفيل) كان طيار لبحرية الولايات المتحدة لمدة 29 عاما من 1973 حتي 2002 وقد شارك في حرب فيتنام والحرب الباردة وحرب الخليج الثانية وكان طيارا للشركة لمدة 24 عاما و11 شهرآ منذ يناير 1985 وقد حصلت الحادثة قبل 3 أيام من يوم عيد ميلاده التسعة والخمسين عاما.
- المساعد أول ستيفن أدريان «ستيف» ستيوارت (بالإنجليزية:Steven Adrian Stewart) البالغ من العمر 46 عاما (ولد في 14 أغسطس 1963 بمدينة هندرسون) كان مساعدا طيار للشركة لمدة 25 عاما.
- المساعد أول بالإنابة غريغوري توماس «غريغ» فيديلي (بالإنجليزية:Gregory Thomas Fedele) البالغ من العمر 46 عاما (ولد في 4 سبتمبر 1963 بمدينة ستيوارت) كان طيارا لشركة ميلون إير لمدة سنتين و11 شهرآ وطيارا لشركتي فلاغشيب إيرلاينز وإمريكان إيغل لمدة 6 سنوات و8 أشهر وطيارا لشركة خطوط دلتا الجوية لمدة 13 عاما و8 أشهر.

## الوصول إلي الرحلة 253
كان عمر فاروق عبد المطلب علي متن طائرة بوينغ 737-33V التابعة لشركة فيرجن نيجيريا الرحلة 804 (رقم التسجيل:5N-VNE) كان علي متن الطائرة مع 152 راكبا و6 من أفراد الطاقم من مطار كوتوكا الدولي بمدينة أكرا إلي مطار مورتالا محمد الدولي في 24 ديسمبر 2009 وبعدها بثمانية ساعات في صباح يوم 25 ديسمبر 2009 صعد علي متن طائرة بوينغ 206ER-777 التابعة لشركة كيه إل إم الرحلة 588 (رقم التسجيل:PH-BQN) مع 282 راكبا و15 من أفراد الطاقم من مطار مورتالا محمد الدولي إلي مطار سخيبول أمستردام وتمكن من تجاوز نقاط الأمن.